# Stor-Hallen
Stor-Hallen är en ort, mellan 2005 och 2020 samt från 2023 klassad som en småort, i Bergs kommun belägen i Åsarna distrikt (Åsarne socken) högt på en södervänd rullstensås utefter älven Ljungan 65 meter över Ljungans nivå och 450 meter över havet. 
Från byn har man utsikt både mot Klövsjöfjällen i söder och Lunndörrsfjällen samt Oviksfjällen i väst och nordväst. 